# PentaOceanパイレーツ
PentaOceanパイレーツ（ペンタオーシャン パイレーツ、英: Penta-Ocean Pirates）は、日本の東京都八王子市に本拠地を置くアメリカンフットボールのクラブチーム。Xリーグ1部のX1 Areaに所属する。
前身となった五洋建設パイレーツ（ごようけんせつパイレーツ）及び明治安田L.A.クレイドルズ（めいじやすだL.A.クレイドルズ）についてもこのページで説明する。

## 概要
五洋建設パイレーツが使用していた舞浜グラウンド売却のため、新しいグラウンドを探していた中、2004年シーズン終了後に2部の上位チームであった明治安田L.A.クレイドルズと合併して創部。
パイレーツのチーム名は、スポンサー企業である五洋建設の旧チーム名が引き継がれたものである。合併当初は「明治安田L.A.パイレーツ」という名称であったが、2005年10月の明治安田生命の保険金不払い事件による業務停止命令の影響で、宣伝活動自粛の意味で以降は「明治安田」をはずした「パイレーツ」の表記となり、Xリーグ公式サイトや各マスメディアでも2005年シーズン中は同様の措置がとられた。2006年以降「明治安田パイレーツ」として活動している。
ホームグラウンドは東京都府中市にある明治安田生命武蔵野台グラウンドから、八王子にある明治安田グリーンランドに移転した。
合併10周年を迎えた2015年シーズンよりチーム名を明治安田PentaOceanパイレーツに変更。
2020年シーズンよりチーム名をPentaOceanパイレーツに変更。だが同年9月1日、新型コロナウイルスの感染拡大を理由にリーグ戦出場辞退を発表した。
2021年シーズンよりリーグ戦に復帰している。

## 五洋建設パイレーツ
五洋建設の創業100周年に向けた記念事業のひとつとして発足し、1992年12月に創部。1997年にX2昇格。2001年にクラブチーム化しXリーグ再昇格。キャラクターは、親会社（五洋建設）のキャラクターである「Mr.PENTA」（バセットハウンドのキャラクター）を使用。

## 明治安田L.A.クレイドルズ
安田生命創立115周年の記念事業の一環として、1996年に安田生命ワイズレッドライオンズとして創部。2003年にX2昇格。明治生命と安田生命の合併に伴い、2004年シーズンから明治安田L.A.クレイドルズに改称。

## 歴史
五洋建設パイレーツ
- 2001年セントラル6位　0勝5敗0分　勝ち点0　入替戦でIBMに敗れ2部降格
- 2003年セントラル3位　3勝2敗0分　勝ち点6
- 2004年イースト6位　1勝4敗0分　勝ち点2　入替戦で警視庁に勝ち1部残留

パイレーツ
- 2005年イースト4位　2勝3敗0分　勝ち点 4

明治安田パイレーツ
- 2006年イースト5位　1勝4敗0分　勝ち点 2
- 以後のリーグ戦最高成績はディビジョン4位（2007、2008、2009、2011、2012）

## タイトル

### 社会人リーグ
- なし

### 社会人VS学生大会
- なし

## 成績

### 秋季リーグ戦成績
|  |  |  | 優勝 |  | 準優勝 |  | 昇格 |  | 降格 |

#### 2019年以降（Super・Area制）
| 年度 | 所属    | レギュラーシーズン | レギュラーシーズン | レギュラーシーズン | レギュラーシーズン | プレーオフ                                    |
| 年度 | 所属    | 勝                 | 敗                 | 分                 | 順位               | プレーオフ                                    |
| ---- | ------- | ------------------ | ------------------ | ------------------ | ------------------ | --------------------------------------------- |
| 2019 | X1 Area | 4                  | 2                  | 0                  | 4位                | ―                                             |
| 2020 | X1 Area | -                  | -                  | -                  | -                  | 出場辞退                                      |
| 2021 | X1 Area | 3                  | 3                  | 0                  | 6位                | ―                                             |
| 2022 | X1 Area | 5                  | 1                  | 1                  | 2位                | Super-Area入替戦敗退(対otonari福岡SUNS)、残留 |